# Autriche au Concours Eurovision de la chanson 2014
L'Autriche a participé au Concours Eurovision de la chanson 2014 à Copenhague, au Danemark.
Conchita Wurst, représentante de l'Autriche au Concours Eurovision de la chanson, est annoncée le 10 septembre 2013 à la suite d'une sélection interne. Sa chanson Rise like a Phoenix est présentée le 18 mars 2014.

## Processus de sélection

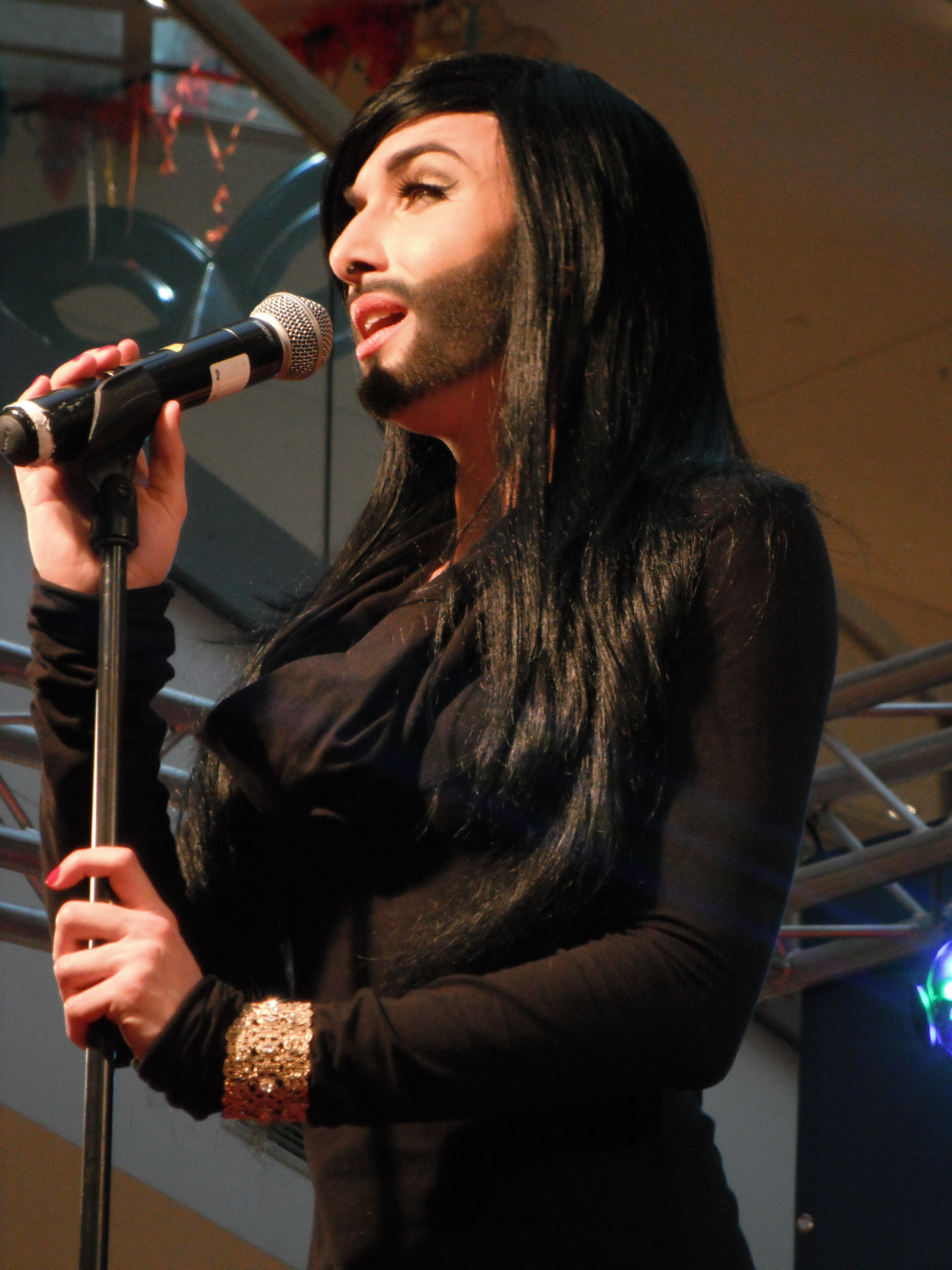
Conchita Wurst en 2012.

L'Autriche a annoncé sa participation au concours le 2 juillet 2013. Le 10 septembre, le pays a présenté l'artiste, sélectionnée en interne, qui représente le pays. Il s'agit de la drag queen Conchita Wurst, qui a déjà essayé de représenter son pays en 2012, échouant aux portes de la victoire, devant s'incliner devant Trackshittaz.
Ce choix a suscité une controverse au sein-même du pays, comme cela a pu se produire pour la femme trans israélienne Dana International en 1998, déclenchant des commentaires homophobes et transphobes. Une pétition est adressée au ministère de l'Information biélorusse, demandant à boycotter le Concours 2014 et d'en interdire la diffusion dans le pays car la participation de Conchita Wurst encouragerait un « mode de vie inacceptable pour la société biélorusse ».
C'est le 18 mars 2014 que la chanson est présentée.

## À l'Eurovision
L'Autriche participe à la deuxième demi-finale, le 8 mai 2014 et se qualifie pour la finale du 10 mai en terminant à la première place, avec 169 points.
Lors de la finale, l'Autriche remporte le concours en récoltant 290 points.

### Points attribués à l'Autriche
| 12 points                                                               | 10 points                                                  | 8 points  | 7 points      | 6 points    |
| ----------------------------------------------------------------------- | ---------------------------------------------------------- | --------- | ------------- | ----------- |
| - Italie - Irlande - Royaume-Uni - Suisse - Grèce - Finlande - Roumanie | - Géorgie - Lituanie - Malte - Pologne - Israël - Slovénie | - Norvège | - Biélorussie | - Macédoine |
| 5 points                                                                | 4 points                                                   | 3 points  | 2 points      | 1 point     |
|                                                                         | - Allemagne                                                |           |               |             |

| 12 points | 10 points                                                           | 8 points                        | 7 points               | 6 points      |
| --- | ------------------------------------------------------------------- | ------------------------------- | ---------------------- | ------------- |
| - Italie - Irlande - Espagne - Royaume-Uni - Suisse - Belgique - Pays-Bas - Suède - Israël - Grèce - Portugal - Finlande - Slovénie | - France - Malte - Norvège - Géorgie - Lituanie - Islande - Hongrie | - Ukraine - Danemark - Roumanie | - Allemagne - Moldavie | - Lettonie    |
| 5 points | 4 points                                                            | 3 points                        | 2 points               | 1 point       |
| - Albanie - Russie | - Estonie                                                           | - Macédoine                     | - Monténégro           | - Azerbaïdjan |

### Points attribués par l'Autriche
| 12 points | Roumanie    |
| 10 points | Biélorussie |
| 8 points  | Finlande    |
| 7 points  | Slovénie    |
| 6 points  | Suisse      |
| 5 points  | Norvège     |
| 4 points  | Irlande     |
| 3 points  | Grèce       |
| 2 points  | Pologne     |
| 1 point   | Malte       |

| 12 points | Arménie  |
| 10 points | Pays-Bas |
| 8 points  | Roumanie |
| 7 points  | Hongrie  |
| 6 points  | Suède    |
| 5 points  | Ukraine  |
| 4 points  | Finlande |
| 3 points  | Suisse   |
| 2 points  | Islande  |
| 1 point   | Norvège  |